# Бжег-Глоговський
Бжег-Глоговський (пол. Brzeg Głogowski, нім. Brieg) — село в Польщі, у гміні Жуковиці Глоговського повіту Нижньосілезького воєводства. Населення — 482 особи (2011).

## Демографія
Демографічна структура станом на 31 березня 2011 року:
|          | Загалом | Допрацездатний вік | Працездатний вік | Постпрацездатний вік |
| -------- | ------- | ------------------ | ---------------- | -------------------- |
| Чоловіки | 243     | 49                 | 171              | 23                   |
| Жінки    | 239     | 43                 | 148              | 48                   |
| Разом    | 482     | 92                 | 319              | 71                   |